# Halowe Mistrzostwa Świata w Lekkoatletyce 1989 – bieg na 200 m kobiet

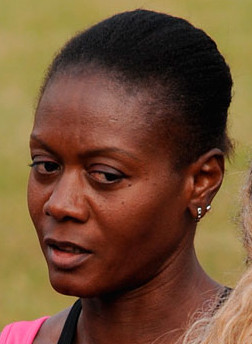
Merlene Ottey

Bieg na 200 metrów kobiet – jedna z konkurencji biegowych rozgrywanych podczas halowych mistrzostw świata w  hali Sport Csárnok w Budapeszcie. Eliminacje, półfinały i bieg finałowy zostały rozegrane 4 marca 1989. Zwyciężyła reprezentantka Jamajki Merlene Ottey. Tytułu zdobytego dwa lata wcześniej w Indianapolis nie broniła Heike Drechsler z NRD.  

## Rezultaty

### Eliminacje
Rozegrano 3 biegi eliminacyjne, do których przystąpiło 16 biegaczek. Awans do półfinałów wywalczyły zawodniczki, które zajęły dwa pierwsze miejsca w swoim biegu eliminacyjnym (Q) oraz sześć zawodniczek z najlepszymi czasami wśród przegranych (q).
Opracowano na podstawie materiału źródłowego.

#### Bieg 1
| Miejsce | Zawodniczka      | Czas  | Uwagi |
| ------- | ---------------- | ----- | ----- |
| 1       | Grace Jackson    | 23,86 | Q     |
| 2       | Alice Jackson    | 23,97 | Q     |
| 3       | Cwetanka Iliewa  | 24,03 | q     |
| 4       | Sisko Hanhijoki  | 24,04 | q     |
| –       | Claudia Acerenza | DSQ   |       |

#### Bieg 2
| Miejsce | Zawodniczka     | Czas  | Uwagi |
| ------- | --------------- | ----- | ----- |
| 1       | Merlene Ottey   | 23,27 | Q     |
| 2       | Natalja Kowtun  | 23,84 | Q     |
| 3       | Sabine Tröger   | 24,04 | q     |
| 4       | Ágnes Kozáry    | 24,18 | q     |
| 5       | Kinah Chikontwe | 27,32 | [ 1 ] |

#### Bieg 3
| Miejsce | Zawodniczka       | Czas  | Uwagi |
| ------- | ----------------- | ----- | ----- |
| 1       | Silke-Beate Knoll | 23,50 | Q     |
| 2       | Marie-José Pérec  | 23,73 | Q     |
| 3       | Maria Figueiredo  | 23,81 | q     |
| 4       | Terri Dendy       | 24,18 | q     |
| 5       | Elma Muros        | 25,05 | [ 1 ] |
| 6       | Orit Kolodni      | 25,35 |       |

### Półfinały
Rozegrano 2 biegi półfinałowe, w których wystartowało 12 biegaczek. Awans do finału dawało zajęcie jednego z trzech pierwszych miejsc w swoim biegu (Q).
Opracowano na podstawie materiału źródłowego.

#### Bieg 1
| Miejsce | Zawodniczka      | Czas  | Uwagi |
| ------- | ---------------- | ----- | ----- |
| 1       | Merlene Ottey    | 22,72 | Q     |
| 2       | Natalja Kowtun   | 23,38 | Q     |
| 3       | Maria Figueiredo | 23,71 | Q,    |
| 4       | Terri Dendy      | 23,75 |       |
| 5       | Cwetanka Iliewa  | 23,98 |       |
| 6       | Sabine Tröger    | 24,24 |       |

#### Bieg 2
| Miejsce | Zawodniczka       | Czas  | Uwagi |
| ------- | ----------------- | ----- | ----- |
| 1       | Grace Jackson     | 23,05 | Q     |
| 2       | Silke-Beate Knoll | 23,26 | Q     |
| 3       | Marie-José Pérec  | 23,36 | Q     |
| 4       | Sisko Hanhijoki   | 23,94 |       |
| 5       | Ágnes Kozáry      | 24,37 |       |
| –       | Alice Jackson     | DSQ   |       |

### Finał
Opracowano na podstawie materiału źródłowego.
| Miejsce | Zawodniczka       | Czas  | Uwagi |
| ------- | ----------------- | ----- | ----- |
| 1       | Merlene Ottey     | 22,34 | [ 5 ] |
| 2       | Grace Jackson     | 22,95 | [ 5 ] |
| 3       | Natalja Kowtun    | 23,28 |       |
| 4       | Silke-Beate Knoll | 23,30 |       |
| 5       | Maria Figueiredo  | 23,83 |       |
| 6       | Marie-José Pérec  | 23,99 |       |